# Al Muthanna
Al Muthanna (arabisk: محافظة المثنى) er en irakisk provins, der ligger i det sydlige Irak med 683.126(2009) indbyggere. Det administrative hovedsæde i provinsen er byen Samawah med 215.000(2015) indbyggere.
Før 1976 var provinsen en del af Provinsen Diwaniya, der omfattede provinserne Al Muthanna, Najaf og Al Qadisiyah.